# 徐夢暘
徐夢暘（？—？），號懷劬，江西饒州府餘干縣人，明朝政治人物。

## 生平
萬曆十年（1582年）壬午科江西鄉試舉人。萬曆二十年（1592年），登壬辰科第三甲第一百三十五名進士，大理寺觀政，二十三年授行人，二十四年升右司副，二十七年升司正，本年仕至刑部郎中，二十八年江南恤刑，三十一年告病，三十三年起補添注郎中，卒。

## 家族
曾祖徐鷁；祖父徐海；父徐玳。